# فيروسات مصفرة
الفيروسات المصفرة أو الحمات الصفراء (بالإنجليزية: Flaviviridae)‏ هي عائلة من الفيروسات تنقلها عادتا مفصليات الأرجل (غالبا القراد والبعوض). تأخد العائلة اٍسمها من فيروس الحمى الصفراء. تسمى هذه العائلة باللآتينية Flaviviridae و تعني flavus أصفر . (الحمى الصفراء بدورها تأخد اٍسمها من قدرتها على تسبيب اليرقان (الصفير) لدى مصابيها).
وتضم هذه العائلة الأجناس التالية:
- جنس فيروسة مصفرة: الأنواع; فيروس الحمى الصفراء، ويقول آخرون فيروس غرب النيل وفيروس الضنك
- جنس فيروس كبدي: نوعها الوحيد فيروس التهاب الكبد الفيروسي ج المسبب لالتهاب الكبد الفيروسي ج
- جنس فيروس طاعوني: فيروس الإسهال الفيروسي عند الأبقار، آخرون يضيفون فيروس حمى الخنازير التقليدية
- جنس فيروس بيجي، وتشمل الفيروس المسبب لالتهاب الكبد G

## وصلات خارجية
- نطاق فيروسي فيروسات مصفرة